# スペインの企業一覧
スペインの企業一覧

## 機械
- ガスガス
- シェルコ
- セアト
- ゼウス
- チスパ
- デルビ
- ブルタコ
- ホタガス
- モンテッサ
- リエフ
- レオンアート

## 電力・エネルギー
- エンデサ
- ウニオン・フェノーサ
- ガス・ナトゥラル
- レプソル
- イベルドローラ

## 小売
- アルタディス
- インディテックス
- ザラ
- NAO
- リヤドロ
- エル・コルテ・イングレス
- エロスキ
- フェスティナ
- ホマ
- ロエベ

## 食品加工・飲料
- オズボーン・グループ
- ペスカノバ
- カンポフリーオ
- エブロ・フーズ
- マオウ・サン・ミゲル
- クルスカンポ

## 金融
- サンタンデール銀行
- ビルバオ・ビスカヤ・アルヘンタリア銀行
- バンキア

## 保険
- MAPFRE
- ムトゥア・マドリレーニャ

## 通信
- テレフォニカ

## 放送・マスコミ・出版
- TVE
- アンテナ3
- テレシンコ
- TV3
- ETB
- TVG
- カナル・スール
- テレマドリ
- エル・パイス
- エル・ムンド
- PRISA
- プラネータ
- アナヤ

## コンピュータ
- FON
- ナプシス
- Panda Software

## 造船
- ナバンティア

## 運輸・交通
- イベリア航空
- エア・コメット (スペイン)
- エア・ヨーロッパ (スペイン)
- スペイン狭軌鉄道
- ナビエラ・アルマス
- ブエリング航空
- レンフェ
- ALSA